# Instytut badawczy języków Finlandii
Instytut badawczy języków Finlandii (fiń. Kotimaisten kielten keskus) – rządowy instytut badawczy Finlandii prowadzący badania nad językiem szwedzkim, językiem fińskim, językami lapońskimi, językiem romskim oraz fińskim językiem migowym.
Instytut ma ustawowy obowiązek ujednolicania standardów w językach używanych w Finlandii. W przypadku języka szwedzkiego, instytut stawia sobie za cel zapobieganie, aby używający tego języka w Finlandii nie odbiegali od odpowiednika używanego w Szwecji.
Drugim celem Instytutu jest pełnomocnictwo i planowanie języka fińskiego, który jest jednym z urzędowych w Finlandii. Poza tym Instytut pełni funkcję modelatora języka i sprawdza go. Nie ma jednak mocy decyzyjnych w przypadku nowych zjawisk językowych, może je jedynie opiniować.